# Крайні точки Білорусі
Білорусь є континентальною країною, тому крайніми точками Білорусі є ділянки суходолу, розташовані на кордоні з іншими країнами.

## Крайні точки
- Північна точка — поблизу села Прошки Верхньодвінського району Вітебської області  (56°10′18.7″ пн. ш. 28°08′21.7″ сх. д. / 56.171861° пн. ш. 28.139361° сх. д.) (на північ від Освейського озера, на річці Синюха).
- Південна точка — поблизу села Нижні Жари Брагінського району Гомельської області  (51°15′43.3″ пн. ш. 30°32′21.8″ сх. д. / 51.262028° пн. ш. 30.539389° сх. д.)
- Західна точка — поблизу села Кринки Кам'янецького району Берестейської області (52°16′59.4″ пн. ш. 23°10′42″ сх. д. / 52.283167° пн. ш. 23.17833° сх. д.).
- Східна точка — поблизу села Липівка Хотимського району Могильовської області (53°23′34.6″ пн. ш. 32°46′36.5″ сх. д. / 53.392944° пн. ш. 32.776806° сх. д.).

Таким чином, територія Білорусі лежить між 51° та 56° північної широти та 23° та 32° східної довготи.